# داکی آگه
داکی آگه (به ژاپنی: 抱上)-(به انگلیسی: Daki age) یکی از فنون و تکنیک‌های دستهٔ ناگه-وازا رشتهٔ ورزشی جودو است که در زیردستهٔ کوشی-وازا دسته‌بندی می‌شود.